# Coventry Blaze
Coventry Blaze je hokejový klub se základnou v Coventry v Anglii.Tým byl založený roku 2000 a nyní hraje Elite Ice Hockey League. Tým hraje své domácí zápasy ve SkyDome Aréně. V barvách má černou, světle i tmavě modrou a bílou barvu.